# Burrowbridge
Burrowbridge – wieś w Anglii, w hrabstwie Somerset, w dystrykcie (unitary authority) Somerset. Leży 49 km na południowy zachód od miasta Bristol i 201 km na zachód od Londynu. W 2002 miejscowość liczyła 526 mieszkańców.